# Ad-Darbasiyah
Ad-Darbasiyah is een plaats in het Syrische gouvernement Al-Hasakah en telt 22.247 inwoners (2008).